# Chet Faker
Nicholas James Murphy (n. 23 iunie 1988), cunoscut după numele de scenă Chet Faker, este un muzician australian de muzică electronică. În 2012 a semnat cu casa de discuri Downtown Records din Statele Unite și a lansat un extended play, Thinking in Textures. În luna octombrie a aceluiași an a câștigat premiile Breakthrough Artist of the Year și Best Independent Single/EP pentru Thinking in Textures la gala Australian Independent Records Awards.
În ianuarie 2013 lucrarea a câștigat premiul Best Independent Release la gala Rolling Stone Australia Awards, pentru anul 2012. În aprilie 2014, Built on Glass, albumul de debut al lui Faker, a fost lansat, debutând pe poziția 1 în Australian ARIA Charts. Trei compoziții de pe album au intrat în topul celor mai populare 100 de piese din 2014 la Triple J, inclusiv locul întâi pentru "Talk Is Cheap".

## Discografie

### Albume de studio
| Titlu          | Detalii album                                                                                                | Poziții | Poziții   | Poziții   | Poziții  | Poziții  | Poziții | Poziții | Poziții | Poziții | Poziții | Poziții | Certificări     |
| Titlu          | Detalii album                                                                                                | AUS     | AUS Dance | AUS Indie | BEL (FL) | BEL (WA) | FRA     | NL      | NZ      | SWI     | UK      | US      | Certificări     |
| -------------- | --- | ------- | --------- | --------- | -------- | -------- | ------- | ------- | ------- | ------- | ------- | ------- | --------------- |
| Built on Glass | - Lansat: 11 aprilie 2014 (AU) - Casă de discuri: Future Classic, Opulent - Format: CD, LP, digital download | 1       | 1         | 1         | 31       | 38       | 76      | 51      | 6       | 49      | 87      | 158     | - ARIA: Platină |

## Legături externe
- Site web oficial